# Орандж-Гроув (Техас)
Орандж-Гроув (англ. Orange Grove) — місто (англ. city) в США, в окрузі Джим-Веллс штату Техас. Населення — 1165 осіб (2020).

## Географія
Орандж-Гроув розташований за координатами 27°57′22″ пн. ш. 97°56′19″ зх. д. / 27.95611° пн. ш. 97.93861° зх. д. (27.956203, -97.938553).  За даними Бюро перепису населення США в 2010 році місто мало площу 2,80 км², уся площа — суходіл.

## Демографія
Згідно з переписом 2010 року, у місті мешкало 1318 осіб у 498 домогосподарствах у складі 343 родин. Густота населення становила 470 осіб/км².  Було 561 помешкання (200/км²).
Расовий склад населення:
| - 87,4 % — білих - 0,7 % — чорних або афроамериканців - 0,3 % — корінних американців - 0,2 % — вихідців з тихоокеанських островів - 0,2 % — азіатів - 8,9 % — осіб інших рас |

До двох чи більше рас належало 2,4 %. Частка іспаномовних становила 51,2 % від усіх жителів.
За віковим діапазоном населення розподілялося таким чином: 28,9 % — особи молодші 18 років, 54,6 % — особи у віці 18—64 років, 16,5 % — особи у віці 65 років та старші. Медіана віку мешканця становила 37,6 року. На 100 осіб жіночої статі у місті припадало 87,7 чоловіків;  на 100 жінок у віці від 18 років та старших — 81,6 чоловіків також старших 18 років.
Середній дохід на одне домашнє господарство  становив 66 296 доларів США (медіана — 57 083), а середній дохід на одну сім'ю — 81 463 долари (медіана — 62 283). Медіана доходів становила 50 417 доларів для чоловіків та 31 594 долари для жінок. За межею бідності перебувало 19,9 % осіб, у тому числі 23,7 % дітей у віці до 18 років та 12,2 % осіб у віці 65 років та старших.
Цивільне працевлаштоване населення становило 585 осіб. Основні галузі зайнятості: освіта, охорона здоров'я та соціальна допомога — 31,8 %, сільське господарство, лісництво, риболовля — 20,5 %, науковці, спеціалісти, менеджери — 13,7 %, роздрібна торгівля — 9,4 %.